# Тетраоксид ксенона
Тетраокси́д ксено́на XeO4 — жёлтые кристаллы при температуре ниже −36 °C. XeO4 — соединение ксенона, в котором ксенон проявляет высшую степень окисления +8 (такую степень окисления ксенон может проявить только в соединении с кислородом, максимальная степень окисления со фтором равна +6, например, в гексафториде ксенона) и соответственно валентность, равную 8. Кроме него такую же степень окисления ксенон имеет в ксеноновой кислоте и её солях.

## Свойства
В сухом виде тетраоксид ксенона чрезвычайно взрывоопасен. Водный раствор является кислотой и не взрывоопасен; является сильным окислителем. Реагируя с водой и растворами щелочей, образует ксеноновую кислоту H4XeO6 и её соли — перксенаты.
Неустойчивое соединение, сохраняется только при температуре ниже −196 °C. При температуре выше −35,9 °C спонтанно взрывается, превращаясь в ксенон и кислород. По давлению паров была рассчитана температура кипения +85 °C, но вещество разлагается ниже 0 °C .
Тетраоксид ксенона — один из сильнейших известных науке окислителей. В частности, он намного более сильный, чем триоксид ксенона. Однако он крайне неустойчив, поэтому сложен в применении.

## Получение
Получают реакцией перксенатов с серной кислотой при охлаждении.
{\displaystyle {\mathsf {Ba_{2}XeO_{6}+2H_{2}SO_{4}\ {\xrightarrow {-100^{o}C}}\ XeO_{4}+2BaSO_{4}+2H_{2}O}}}